# Rosental (Gemeinde Lanzenkirchen)
Rosental ist eine Rotte in der Marktgemeinde Lanzenkirchen im Bezirk Wiener Neustadt in Niederösterreich.

## Geografie
Die nordwestlich von Frohsdorf gelegene Rotte, die von der Landesstraße L148 über Nebenstraßen erreichbar ist, befindet sich am Fuß des Rosaliengebirges, auf das vom Ort mehrere Wanderwege führen.

## Geschichte
Der Franziszeische Kataster aus dem Jahr 1820 zeigt die Ortslage noch weitgehend unbesiedelt.